# Auxanius
Auxianus (? - 546) est Archevêque d’Arles entre 543 et 546.

## Biographie
Son élection ne semble pas plaire au roi Childebert qui est cependant obligé de la ratifier. En dépit du soutien du pape Vigile qui le félicite le 18 octobre 543 de son accession à l'archiépiscopat arlésien, Auxianus malgré ses nombreuses demandes, ne reçoit le vicariat des Gaules qu'en mai 545 peu de temps avant sa mort.[réf. nécessaire]. Il décède en 546, victime de la peste.